# (24144) Philipmocz
(24144) Philipmocz est un astéroïde de la ceinture principale.

## Description
(24144) Philipmocz est un astéroïde de la ceinture principale. Il fut découvert le 12 novembre 1999 à Socorro (Nouveau-Mexique) par le projet LINEAR. Il présente une orbite caractérisée par un demi-grand axe de 2,89 UA, une excentricité de 0,01 et une inclinaison de 1,6° par rapport à l'écliptique.

## Compléments